# Valdagno
Valdagno est une ville italienne de la province de Vicence dans la région Vénétie en Italie. Cette ville compte 26.924 habitants. C'est ici qu'est née l'usine textile de Marzotto SpA et que se trouve le siège la chaine hôtelière des Jolly Hotels.
Deux des églises de la ville sont intitulées à Saint Gaétan de Thiene et à Saint Clément.
Chaque année en automne a lieu l'homonyme Fête d'automne, avec activités didactiques et spectacles folkloriques.

## Histoire

### Période avant leXXesiècle
Fondé en 861, Valdagno est cité pour la première fois en 1184 dans un document qui met la ville en relation avec une famille feudataire d'origine allemande, les Trissino. À l'époque ils étaient les seigneurs du territoire.
Après la domination des Scaliger puis des Visconti, en 1404 Valdagno devient partie de la république de Venise. À cette époque, le travail de la laine et du fer se développent, contribuant à consolider l'économie liée à l'agriculture et à l'élevage.
En 1700, les premières usines pour le travail de la soie et de la laine voient le jour.
Après la chute de la république de Venise, Valdagno est agrégé à l'Empire austro-hongrois et en 1866 au royaume d'Italie.
L'industrie de la laine commence avec la famille Marzotto en 1836. Très importante a été la contribution de Gaetano Marzotto (1894-1972) qui, en plus de son activité d'entrepreneur, a promu plusieurs projets dans le social (logements pour les travailleurs, installations sportives et de loisirs, le "Stade des Fleurs", où l'équipe de football de Valdagno a joué en serie B dans les années '50, écoles, maisons de retraite).

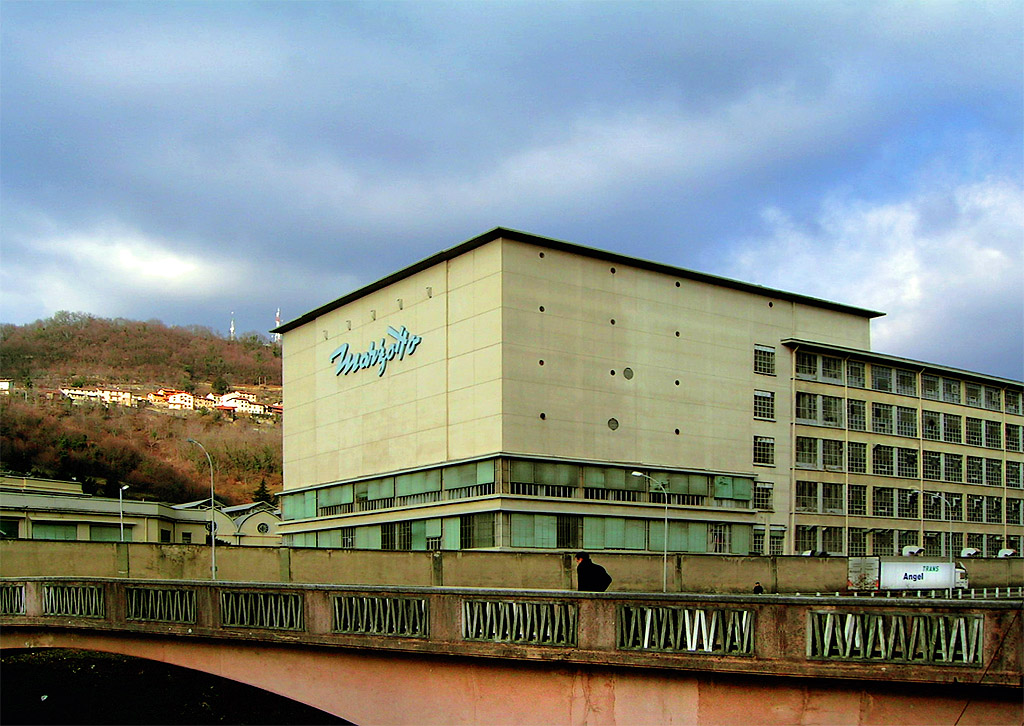
L'usine textile Marzotto

### XXesiècle
Valdagno a été décoré à la valeur militaire pour les sacrifices de son peuple et pour les activités de lutte partisane au cours de la Seconde Guerre mondiale. Un exemple est le meurtre de sept « partigiani » le 3 juillet 1944.
Après les événements tragiques de la Seconde Guerre mondiale, la ville a connu un développement économique et social significatif, surtout au milieu des années 1960.
L'environnement naturel et le nouveau lien routier à l'est (le tunnel Valdagno-Schio) et au sud (la circonvallation de Cornedo et de Valdagno) ont permis une renaissance de la ville, tant par de nouveaux logements que par l'installation d'activités de production à fort contenu technologique.

## Hameauxet villes limitrophes

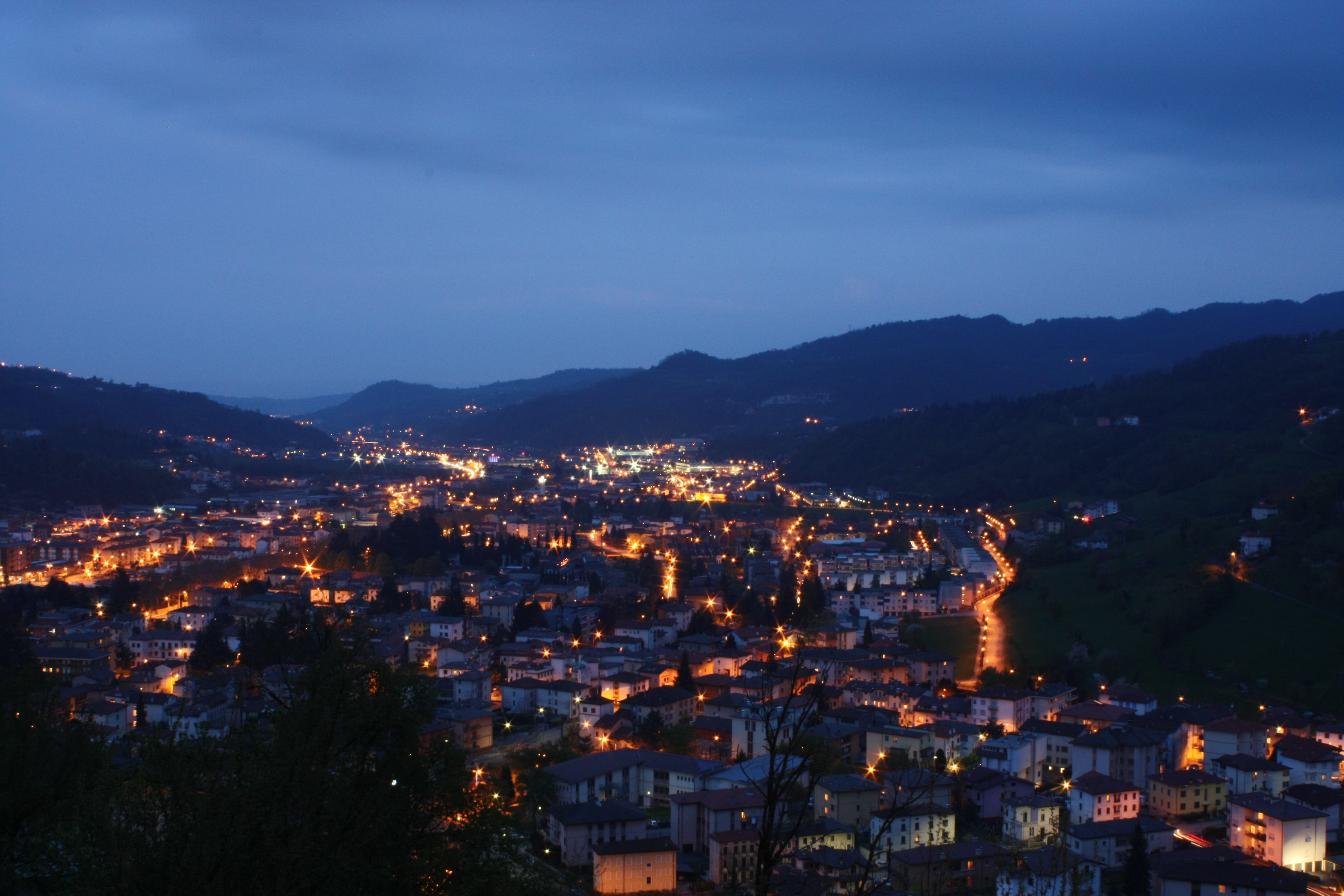
Valdagno de nuit

Les autres Hameaux sont Ambrosini, Baracca, Barbarana, Battistini, Bergamini di Sotto, Bernardi, Biceghi, Boscati, Brentani, Campotamaso, Case, Castelvecchio, Castrazzano, Cecchetti, Cerealto, Croce Milani, Croce Santa Maria, Crosara, Dede, Fontana, Fornari, Frati di Santa Maria, Gavazzolo, Giacomazzi, Giani, Giara di Sopra, Grigolati, Guasine, Isola Verde, Lora di Sotto, Lorenzi, Lovati, Lure, Maglio di Sopra, Marcantoni, Mascarelle, Maso, Massegnan, Massignani, Mattiazzi, Mecceneri, Menti di Sotto, Motto Curto, Motto Lungo, Mucchione, Nogara di Piana, Nogareo, Novale, Novella, Peretti, Piana, Pieri, Pozza, Predelle, Preti, Priara, Re, Rossati, Rossati di Sopra, Salton, San Quirico, Sbricci, Spelaccia, Tandani, Tomasoni, Tommasi, Urbani di Sopra, Vegri, Venco, Visonà, Zarantonelli, Zenere.
Les villes limitrophes de Valdagno sont Altissimo, Brogliano, Cornedo Vicentino, Crespadoro, Monte di Malo, Recoaro Terme, Schio, Torrebelvicino.

## Personnages liés à la ville
- Bruto Caldonazzo, mathématicien
- Gaetano Marzotto, entrepreneur
- Matteo Marzotto, administrateur délégué de Valentino Fashion Group
- Umberto Marzotto
- Pietro Marzotto, entrepreneur, déjà président de la Marzotto SpA, comte de Valdagno et de Castelvecchio
- Nicoletta Bauce, participante à le festival de Sanremo 1979
- Vittorio Bicego, missionnaire en Guinée-Bissau
- Agostino Cacciavillan, cardinal protodiacre
- Piero Tonin, auteur de bandes dessinées et animateur
- Paolo Zanetti, footballeur
- Domenico De' Paoli musicien
- Piero Calvi grimpeur
- Giannino Marzotto entrepreneur, vainqueur de deux Mille Miglia
- Riccardo Quacquarelli   entrepreneur, dernier président vainqueur du championnat de football à Valdagno
- Martina Dogana triathlète, Ironman France 2008

## Jumelages
La ville de Valdagno est jumelée avec :
- Prien am Chiemsee, Allemagne, de 1987
- Ville de l'espérance